# Fouad El Mohandes

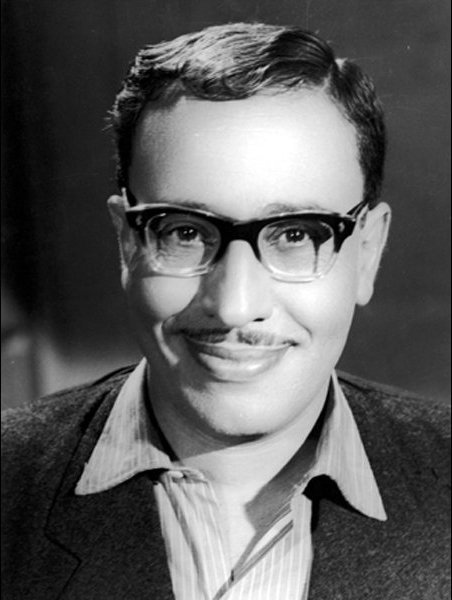
Fouad El Mouhandes

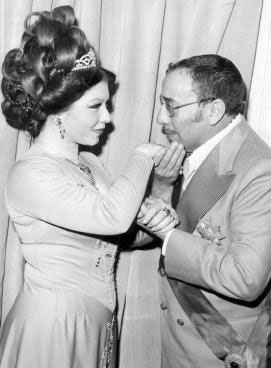
Mit seiner Frau Shwikar in einem gemeinsamen Film (1963)

Fouad El Mouhandes (arabisch فؤاد زكي محمد المهندس, DMG Fuʾād Zakiy Muḥammad al-Muhandis; * 6. September 1924 in Kairo, Ägypten; † 16. September 2006 ebenda) war einer der bekanntesten ägyptischen Schauspieler und Komödianten. 
Mouhandes war ein Pionier des ägyptischen Kinos. Einige der größten ägyptischen Comedians wie zum Beispiel Adel Imam waren seine Schüler.

## Leben
Fouad El Mouhandes wuchs in einer wohlhabenden Familie im Kairoer Stadtteil ʿAbbāsīya auf; sein Vater, der Professor für Linguistik und Leiter der Akademie der Arabischen Sprache Zaki El Mouhandes, ermutigte den Sohn zur Schauspielerei. In seiner Jugend war er bereits Amateurschauspieler. Der Komödiant Najib Al-Rihani und Charlie Chaplin inspirierten ihn während seines Wirtschaftsstudiums an der Universität Kairo, das er mit dem Bachelorgrad beendete.
In den 1950er Jahren spielte El Mouhandes vor allem Nebenrollen in Filmen und trat für das Radio auf. So begann er 1953 bei der Radiosendung Sa’a Li-Qalbak (deutsch Eine Stunde zu deinem Herzen) und war in einer weiteren allmorgendlichen halbstündigen Radiosendung, englisch „To House Wives“, zu hören. 25 Jahre lang leitete er die Sendung englisch „Just a Few Words“, in der er den Gesellschaftskritiker und -reformer spielte. 1955 gründete er die Theatergruppe Sa’a Li-Qalbak mit und trat in vielen ihrer Stücke auf. 
1954 spielte er in seinem ersten Film, Bent el-Giran (deutsch Die Nachbarstochter), mit. Einige weitere Filmrollen waren in El-Ard El-Tayyeba (deutsch Die gute Erde), Bein El-Atlaal (deutsch In den Ruinen), Amirat El-Arab (deutsch Prinzessin der Araber), Es-Sahera Es-Sagheera (deutsch Die kleine Hexe), Nahr El-Hob (deutsch Fluss der Liebe), Almaz wi Abdo El-Hamuli (deutsch Almaz und Abdu El-Hamuli) und El-Shumoo’ El-Sawda (deutsch Schwarze Kerzen). Er arbeitete auch für mehrere Seifenopern im Fernsehen.
In den 1960er Jahren hatte er seine größten Erfolge, insbesondere in gemeinsamen Filmen und Theaterstücken mit seiner Ehefrau Shwikar, die ihn zum Star machten. Seine Rolle im Film Aa’ilat Zizi (deutsch Zizis Familie) von Regisseur Futin Abd al-Wahhab war eine seiner bekanntesten Rollen. Die Qualität der Filme, in denen El Mouhandes mitspielte, hielt er für mäßig und sah sein künstlerisches Hauptwerk im Theater, für das er den Großteil seiner Einnahmen aus dem Film- und Fernsehgeschäft aufwendete. Neben seinem musikalischen Talent gilt seine schauspielerische Wandlungsfähigkeit als herausragend. Nach einer Reihe von Auszeichnungen erhielt er 1999 eine Ehrung des Cairo International Film Festival und 2005 den Staatlichen Verdienstorden Ägyptens.
Er hatte mit seiner ersten Ehefrau, einer Nachbarstochter, von der er geschieden wurde, zwei Söhne, und mit seiner zweiten Frau Shwikar eine Stieftochter.

## Filme (Auswahl)
- Bayn Al-Atlal (Among the Ruins)
- Nahr Al-Hobb (River of Love)
- Ila Rabbat Al-Buyout (To Homemakers)
- Kilmitayn Wa Bas (Just a Few Words)
- Al-Sikirtir Al-Fanni (The Technical Secretary)
- My Fair Lady (Adaptierung auf Arabisch)
- Ana Wa Huwa Wa Hiya (I and He and She)